# Janežovci
Janežovci – wieś w Słowenii, w gminie Destrnik. W 2018 roku liczyła 93 mieszkańców.